# Rheum rhabarbarum
A Rheum rhabarbarum a szegfűvirágúak (Caryophyllales) rendjébe, ezen belül a keserűfűfélék (Polygonaceae) családjába tartozó faj.

## Előfordulása
A Rheum rhabarbarum eredeti előfordulási területe talán Kelet-Ázsia volt. Kínában már évezredek óta termesztik. Pedaniosz Dioszkoridész görög katonaorvos és szakíró, leír egy ehhez hasonló növényt - talán éppen ezt -, melyet a Boszporuszon túlról hozták át Görögországba. Európába főleg az iszlám aranykora idején jutott el, amikor is a selyemúton szállították ide.

## Megjelenése
Lágy szárú és évelő növényfaj, mely rövid gyöktörzsekből nő ki. A nagy, háromszögletes levelei mérgezőek; azonban a friss, húsos szárai ehetőek. Az apró virágai, nagy zöldes-fehér vagy rózsa-vörös virágzatokba tömörülnek.

## Felhasználása
Ezt a növényfajt számosféleképpen el lehet készíteni. Gyógynövényként is felhasználják, főleg Ázsiában.

### Fordítás
- Ez a szócikk részben vagy egészben  a   Rhubarb című angol Wikipédia-szócikk ezen változatának fordításán alapul.  Az eredeti cikk szerkesztőit annak laptörténete sorolja fel. Ez a jelzés csupán a megfogalmazás eredetét és a szerzői jogokat jelzi, nem szolgál a cikkben szereplő információk forrásmegjelöléseként.